# Liban aux Jeux olympiques d'hiver de 1956
Cet article contient des informations sur la participation et les résultats du Liban aux Jeux olympiques d'hiver de 1956, qui ont eu lieu à Cortina d'Ampezzo en Italie. 

## Résultats

### Ski alpin
| Athlète         | Épreuve      | Manche 1     | Manche 1 | Manche 2     | Manche 2 | Total        | Total |
| Athlète         | Épreuve      | Temps        | Rang     | Temps        | Rang     | Temps        | Rang  |
| --------------- | ------------ | ------------ | -------- | ------------ | -------- | ------------ | ----- |
| Jean Keyrouz    | Descente     |              |          |              |          | 4 min 57 s 6 | 43    |
| Ibrahim Geagea  | Descente     |              |          |              |          | 4 min 33 s 1 | 42    |
| Georges Gereidi | Slalom géant |              |          |              |          | 5 min 34 s 8 | 86    |
| Jean Keyrouz    | Slalom géant |              |          |              |          | 4 min 40 s 6 | 81    |
| Ibrahim Geagea  | Slalom géant |              |          |              |          | 4 min 10 s 0 | 71    |
| Jean Keyrouz    | Slalom       | Disqualifié  | –        | –            | –        | Disqualifié  | –     |
| Ibrahim Geagea  | Slalom       | 2 min 49 s 7 | 59       | 3 min 18 s 9 | 57       | 6 min 08 s 6 | 57    |

### Ski de fond

#### Hommes
| Épreuve | Athlète         | Course      | Course |
| Épreuve | Athlète         | Temps       | Rang   |
| ------- | --------------- | ----------- | ------ |
| 15 km   | Georges Gereidi | Disqualifié | –      |

## Référence
- (en) Cet article est partiellement ou en totalité issu de l’article de Wikipédia en anglais intitulé « Lebanon at the 1956 Winter Olympics » (voir la liste des auteurs).